# Porominovo, Kiustendil
Porominovo (în bulgară Пороминово) este un sat în comuna Kocerinovo, regiunea Kiustendil,  Bulgaria. 

## Demografie
Componența etnică a satului Porominovo
     Bulgari (99,19%)
     Nicio identificare (0,8%)
     Altele (0%)
La recensământul din 2011, populația satului Porominovo era de 497 locuitori. Din punct de vedere etnic, majoritatea locuitorilor (99,19%) erau bulgari. Pentru 0,8% din locuitori nu este cunoscută apartenența etnică.